# Džepni bojni brod Admiral Graf von Spee
Admiral Graf von Spee bio je oklopljeni ratni brod klase Deutschland koji se nalazio u naoružanju Njemačke ratne mornarice neposredno prije i u ranim fazama Drugog svjetskog rata. Brodovi te klase su prvotno bili klasificirani kao oklopnjače da bi 1939./1940. bili prekvalificirani u teške krstarice; Britanci su za ovu klasu brodova koristili naziv džepni bojni brod. Admiral Graf von Spee je jedan od najpoznatijih njemačkih ratnih brodova, pored bojnog broda Bismarck.
Admiral Graf von Spee porinut je 1934. godine, a u službi je bio od 1936. Nazvan je po njemačkom admiralu iz Prvog svjetskog rata grofu Maximilianu von Spee-u, koji je zajedno sa svoja tri sina poginuo u prvoj bitci kod Falklandskih otoka, 8. prosinca 1914. godine. Prvi brod njegovog imena bio je nedovršeni bojni krstaš iz Prvog svjetskog rata SMS Graf Spee.

## Odlike
Nakon Prvog svjetskog rata Njemačka je prema Versajskom ugovoru mogla graditi ratne brodove čiji standardni deplasman nije prelazio 10 000 tona i čije topovsko naoružanje nije smjelo biti kalibra većeg od 280 mm. Prije nego što je brod Admiral Graf von Spee dobio ime označavao se kao Panzerschiff C i Ersatz Braunschweig, jer je trebao zamijeniti stari bojni brod Braunschweig. Značajna ušteda na težini postignuta je upotrebom lakih metala te zavarivanjem umjesto zakivanja.
Admiral Graf von Spee je bio vrlo neobičan brod te ga je bilo teško klasificirati: po deplasmanu i oklopu bi bio teška krstarica, no bio je naoružan topovima znatno većeg kalibra; osim toga, za krstaricu je bio prespor. Bojni brod također nije bio jer je bio premalen, preslabo naoružan i s pretankim oklopom.

## Povijest
Nakon što je ušao u aktivnu službu, Admiral Graf von Spee je do 1938. godine služio kao zapovjedni brod. Tijekom Španjolskog građanskog rata je vršio dužnosti međunarodne pomorske kontrole duž obale Španjolske. Prije početka njemačkog napada na Poljsku planirano je da se njemačke oklopnjače upotrijebe za gusarske zadatke na Atlantiku. Admiral Graf von Spee je 21. kolovoza 1939. godine isplovio iz njemačke luke Wilhelmshaven sa zadatkom presretanja i uništavanja savezničkih trgovačkih brodova u Južnom Atlantiku. Uz pratnju broda za opskrbu, tankera Altmarka, Admiral Graf von Spee se uputio u Južni Atlantik, gdje je trebao uništavati britanske trgovačke brodove, ali je imao zapovjed da izbjegava sukobe s britanskim ratnim brodovima.
U razdoblju od rujna do prosinca 1939. godine Admiral Graf von Spee je potopio devet trgovačkih brodova u Južnom Atlantiku i Indijskom oceanu. Kapetan broda strogo se pridržavao međunarodnih pomorskih pravila o trgovačkom ratu, tako da su svi ovi brodovi potopljeni bez ijedne ljudske žrtve. Članovi posada ovih brodova prebačeni su na njemački tanker Altmark. Kasnije su zarobljeni članovi posade, njih 299, oslobođeni u teritorijalnim vodama neutralne Norveške od strane britanskog razarača HMS Cossack (tzv. Altmark incident).

### Bitka kod La Plate
Britanski admiralitet, zabrinut zbog njemačke pomorske aktivnosti, formirao je sedam pomorskih grupa u Južnom Atlantiku i jednu u Indijskom oceanu, sastavljenih od ukupno tri bojna broda, dva bojna krstaša, četiri nosača aviona i šesnaest krstarica (uključujući i francuske ratne brodove), sa zadatkom da pronađu njemačku tešku krstaricu Admiral Graf von Spee i da je unište. Tijekom lova su formirane dodatne pomorske grupe.
Dne 13. prosinca 1939. godine Admiral Graf von Spee locirala ga je britanska pomorska skupina G sastavljene od teške krstarice HMS Exeter, naoružane topovima kalibra 203 mm, i lakih krstarica HMS Ajax i HMS Achilles, naoružanih topovima kalibra 152 mm, ispred zaljeva La Plate. Nakon što je onesposobio krstaricu Exeter te i sam pretrpio oštećenja, Admiral Graf von Spee je potražio utočište u neutralnoj luci Montevideo u Urugvaju. Tijekom boravka u luci, poginuli članovi njemačke posade sahranjeni su na groblju u Montevideu. Za vrijeme vojničkog pogreba kapetan broda Admiral Graf von Spee Hans Langsdorf pozdravio je vojničkim pozdravom, dok su se svi ostali članovi posade oprostili od svojih suboraca nacističkim pozdravom. Britanska obaveštajna aktivnost stvorila je privid da će se britanskim krstaricama, koje su blokirale izlaz iz luke Montevideo, ubrzo pridružiti novi britanski ratni brodovi. Također, intenzivna britanska diplomatska aktivnost dovela je do toga da je Urugvaj uskratio daljnje gostoprimstvo njemačkom brodu. Suočen s naizgled bezizlaznom situacijom, kapetan Langsdorf donio je odluku da uništi brod. Dne 17. prosinca 1939. godine, pod budnim okom britanskih krstarica Ajax, Achilles i Cumberland, Admiral Graf von Spee je potopljen na ušću rijeke Rio de la Plata. Eksploziv na brodu je aktivirao kapetan Langsdorf osobno, želeći na ovaj način izbjeći moguće gubitke među članovima posade. Tri dana kasnije, izvršio je samoubojstvo.

## Zapovjednici
- kapetan bojnog broda Conrad Patzig (6. siječnja 1936. – 2. listopada 1937.)
- kapetan bojnog broda Walter Warzecha (2. listopada 1937. – 1. studenoga 1938.)
- kapetan bojnog broda Hans Langsdorff (1. studenoga 1938. – 17. prosinca 1939.)

## Vanjske poveznice
- Grafspee.com
- Njemačka pomorska povijest -  džepni bojni brod Admiral Graf Spee